# مغامرات سبانك
مغامرات سبانك (باليابانية: おはよう!スパンク، بالروماجي: Ohayō! Supanku) هي سلسلة مانغا شوجو و مغامرات
يابانية من تأليف شونيتشي يوكيمورو، نشرت من قبل كودانشا في مجلة ناكايوشي منذ فبراير عام 1979 حتى مارس عام 1982، تم تجمع فصول المانغا في 7 مجلدات تانكوبون. أنتجت المانغا إلى مسلسل أنمي تلفزيوني من إخراج شيغيتسوغو يوشيدا ومن إنتاج طوكيو موفي شينشا، عرض الأنمي في 7 مارس عام 1981 واستمر عرضه حتى 29 مايو عام عام 1982، على قناة شبكة تلفزيون نيبون (أي بي سي ‏). ويتكون الأنمي من 66 حلقة. ويتكلم عن سبانك وهو كلب أليف تربيه رشا المراهقة الجميلة التي تدرس في الصف الثامن تعيش مع خالها سعاد مدبرة المنزل بعد أن سافرت امها. سبانك متعلق جدا برشا التي ترعاه ويحب جدا المغامرات وتتعلق رشا بطالب جامعي يهوى ركوب اليخت اسمه رامي كما يتعلق سبانك بالقطة بوسي وهي قطة الفتاة الثرية رنا زميلة رشا

## القصة
تدور احداث القصة عن سبانك، هو كلب فقد مالكه في بحر. وفي انتظار عودته، يتجول سبانك على الشاطئ كل يوم. وفي أحد الأيام، يلتقي فتاة اسمها أيكو موريمورا، طالبة في المدرسة االمتوسطة، فقد والدها أيضًا في رحلة بالقرب في البحر قبل عشر سنوات. وغادرت والدتها، مصممة الأزياء إلى باريس، تاركة أيكو في رعاية عمها السيد فوجينامي، وبقية مع سبانك وتواجه المصاعب معه بسبب مغامراته التي لاتنتهي بسبب الحب.

## الشخصيات

### الشخصيات الرئيسية
- سبانك (باليابانية: لا نص ياباني بالروماجي: スパンク)

أداء صوتي: نوريكو تسوكاسي
- توراكيتشي (باليابانية: トラ吉، بالروماجي: Torakichi)

أداء صوتي: يونيكو ماتسوكاني
- أيكو موريمورا (باليابانية: 森村 愛子، بالروماجي: Morumura Aiko)

أداء صوتي: ماري أوكاموتو

### شخصيات أخرى
- شيناكو يوشيمورا (باليابانية: 芳村 科子، بالروماجي: Yoshimura Shinako)

أداء صوتي: ريكو يوشيدا
- ريويتشي شينودا (باليابانية: 篠田 亮一، بالروماجي: Shinoda Ryōichi)

أداء صوتي: كازوهيكو إينوي
- سيا تسوكاهارا (باليابانية: 塚原 誠也، بالروماجي: Tsukahara Seiya)

- سيرينو ميهارا (باليابانية: 美原 せりの، بالروماجي: Mihara Serino)

أداء صوتي: مینوري ماتسوشیما ‏

## الأصوات العربية
وفاء طربيه، سوزان بيرقدار، خالد السيد، مروان حداد
ريما حداد، رضوان راضي، ندى البابا، مروان محمد، محمد صفوان، الفنان عماد فريد

## وصلات خارجية
- مغامرات سبانك على موقع ANN manga (الإنجليزية)